# Achuarmychus carltoni
Achuarmychus carltoni es una especie de coleóptero de la familia Endomychidae.

## Distribución geográfica
Habita en el Ecuador.